# دیرغزال
دیرغزال (به عربی: دیرغزال) یک منطقهٔ مسکونی در لبنان است که در شهرستان زحله واقع شده‌است. دیرغزال ۱٬۰۴۰ متر بالاتر از سطح دریا واقع شده‌است.